# Nino Di Paolo
Nino Di Paolo (Cansano, 19 agosto 1946 – Roma, 22 dicembre 2023) è stato un generale italiano, Comandante generale della Guardia di Finanza dal 2010 al 2012.

## Biografia
Nel 1965 frequentò l'Accademia della Guardia di Finanza. Percorse tutti i gradi fino alla nomina nel 1997 a generale di brigata. Generale di Corpo d'armata nel 2005, il 15 settembre 2008 fu nominato Comandante in seconda della Guardia di Finanza.
Il 10 giugno 2010 fu nominato dal consiglio dei Ministri comandante generale, primo proveniente dal Corpo e si è insediato il 23 giugno. Ha ricoperto l'incarico fino al 22 giugno 2012 sostituito dal generale Saverio Capolupo.
Il generale Di Paolo aveva 5 lauree: in giurisprudenza, scienze politiche, scienze della sicurezza economico finanziaria alla Sapienza, economia e commercio a Bergamo e scienze internazionali e diplomatiche a Trieste.